# دلدار
دلدار نام مستعار شاعر کرد یونس رئوف (۱۹۱۷–۱۹۴۸) است. وی در شهر کویه در نزدیکی اربیل در کردستان عراق به دنیا آمد. بعد از پایان دبیرستان در شهر کرکوک، تحصیلات خود را در دانشکده حقوق در بغداد به پایان رساند.
وی علاقه خاصی به شعر و ادبیات داشت و از آنجا که بیشتر کارهای وی حماسی و میهن پرستانه بودند از جانب حکومت عراق همواره تحت تعقیب و آزار بود و مدت‌های زیادی را در زندان به سر برد. از آثار معروف دلدار سرود «ای رقیب» است سرود ملی کردستان عراق است.